# New York Open
New York Open är en tennisturnering som spelas i Uniondale, New York, USA. Turneringen spelas inomhus på hard court och är en del av ATP 250 Series.
Turneringen bildades 2018 som ersättare till Memphis Open.

## Resultat

### Singel
| År   | Mästare        | Finalist       | Resultat                 |
| ---- | -------------- | -------------- | ------------------------ |
| 2018 | Kevin Anderson | Sam Querrey    | 4–6, 6–3, 7–6(7–1)       |
| 2019 | Reilly Opelka  | Brayden Schnur | 6–1, 6–7(7–9), 7–6,(9–7) |
| 2020 | Kyle Edmund    | Andreas Seppi  | 7–5, 6–1,                |

### Dubbel
| År   | Mästare                             | Finalister                             | Resultat           |
| ---- | ----------------------------------- | -------------------------------------- | ------------------ |
| 2018 | Max Mirnyi Philipp Oswald           | Wesley Koolhof Artem Sitak             | 6–4, 4–6, [10–6]   |
| 2019 | Kevin Krawietz Andreas Mies         | Santiago González Aisam-ul-Haq Qureshi | 6–4, 7-5           |
| 2020 | Aisam-ul-Haq Qureshi Dominic Inglot | Steve Johnson Reilly Opelka            | 7–6(7–5), 7–6(8–6) |